# 대한민국 제9대 국회 전반기 의장단 선거
제9대 국회 전반기 의장 선거는 1973년 3월 12일에 실시되었으며, 부의장 선거는 3월 12일과 5월 26일에 나누어 실시되었다.
선거 결과 재선의 정일권 민주공화당 의원이 국회의장에, 6선의 김진만 유신정우회 의원과 5선의 이철승 신민당 의원이 국회부의장에 선출되었다.
당시 정당별 의석수는 전체 219석 중 민주공화당 71석, 신민당 52석, 통일당 2석, 무소속 21명, 유신정우회 73석 등이었다. 따라서 가장 의석이 많은 교섭단체는 유신정우회였으나, 유신정우회 의원들이 국민들의 직접 선거로 선출된 게 아닌 점, 유신정우회는 정당이 아닌 점 등의 이유로 민주공화당이 국회의장 지명권을 갖게 되었다. 대신 13개의 상임위원장직을 놓고는 민주공화당이 전석을 독점하던 전례와 달리 9곳은 민주공화당, 4곳은 유신정우회에서 차지하도록 합의가 이루어졌다.

## 선거 제도
국회의 의장 및 부의장은 국회의원들의 무기명 투표로 선출하되 만약 1차 투표 결과 재적 의원의 과반을 득표한 자가 없으면 2차 투표를 실시하고, 2차 투표에서도 과반 득표자가 나오지 않을 시 최고득표자와 차점자에 대하여 3차 결선 투표를 실시하되 이 경우 단순 다수 득표자를 당선자로 하도록 되어있었다.

## 후보

### 국회의장 후보

#### 민주공화당
박정희 민주공화당 총재는 3월 8일 이효상 의원을 당 의장에 임명하는 등의 주요 당직 개편을 단행하였는데, 이 과정에서 민주공화당의 국회의장 후보에는 정일권 전 국무총리가 내정된 것으로 알려졌다.

### 국회부의장 후보

#### 유신정우회
여당 측 국회부의장 후보로는 장경순, 김진만, 구태회, 김재순, 박준규 등이 유력하게 거론되고 있었는데, 결국 여당 내 최다선 의원인 김진만 의원이 내정을 받게 되었다.

#### 신민당
당초 신민당은 정일형 전 당수 권한 대행을 국회부의장 후보로 내정한 것으로 알려졌으나, 이철승 의원 등 정일형 지지파와 김영삼 의원 등 고흥문 지지파가 합의를 도출하지 못해 의장단 선출이 예정된 3월 12일 당일까지도 국회부의장 후보를 결정하지 못하게 되었다. 결국 유진산 신민당 당수는 이 날 의원총회를 열고 "당분간 국회부의장 지명을 보류한다"고 선언하였다. 신민당은 5월 7일 전당대회를 열고 유진산 당수를 당 총재로 재선출하였으며, 이 날 당직 인선을 단행한 유진산 총재는 고흥문 의원을 국회부의장 후보로 내정한 것으로 알려졌다. 그러나 국회부의장 후보 공식 발표를 계속해서 미루던 유진산 총재는 5월 25일 이철승 의원을 국회부의장 후보로 지명한다고 발표하였다. 이에 대해 이철승 의원과는 라이벌 사이에 있던 김영삼 의원은 "그런 인선이 어디 있느냐"며 반발하기도 하였다.

## 선거 결과

### 국회의장 선거
강원도 속초시·양양군·인제군·고성군 지역구의 정일권 민주공화당 의원이 당선되었다.
| 후보   | 소속       | 득표 | %    | 비고 |
| ------ | ---------- | ---- | ---- | ---- |
| 정일권 | 민주공화당 | 200  | 91.3 | 당선 |
| 정일형 | 신민당     | 4    | 1.8  |      |
| 이철승 | 신민당     | 1    | 0.5  |      |
| 무효   | 무효       | 10   | 4.6  |      |
| 결석   | 결석       | 4    | 1.8  |      |
| 재적   | 재적       | 219  | 100  |      |

### 유신정우회 몫 국회부의장 선거
통일주체국민회의의 간접 선거로 당선된 김진만 유신정우회 의원이 당선되었다.
| 후보   | 소속       | 득표 | %    | 비고 |
| ------ | ---------- | ---- | ---- | ---- |
| 김진만 | 유신정우회 | 199  | 90.9 | 당선 |
| 정일형 | 신민당     | 4    | 1.8  |      |
| 유진산 | 신민당     | 1    | 0.5  |      |
| 김재광 | 무소속     | 1    | 0.5  |      |
| 이범준 | 유신정우회 | 1    | 0.5  |      |
| 무효   | 무효       | 9    | 4.1  |      |
| 결석   | 결석       | 4    | 1.8  |      |
| 재적   | 재적       | 219  | 100  |      |

### 신민당 몫 국회부의장 선거
전라북도 전주시·완주군 지역구의 이철승 신민당 의원이 당선되었다.
| 후보   | 소속       | 득표 | %    | 비고 |
| ------ | ---------- | ---- | ---- | ---- |
| 이철승 | 신민당     | 155  | 70.8 | 당선 |
| 유진산 | 신민당     | 10   | 4.6  |      |
| 정해영 | 신민당     | 5    | 2.3  |      |
| 고흥문 | 신민당     | 3    | 1.4  |      |
| 김수한 | 신민당     | 2    | 0.9  |      |
| 김영삼 | 신민당     | 1    | 0.5  |      |
| 김용태 | 민주공화당 | 1    | 0.5  |      |
| 김원만 | 신민당     | 1    | 0.5  |      |
| 김재광 | 무소속     | 1    | 0.5  |      |
| 김형일 | 신민당     | 1    | 0.5  |      |
| 서영희 | 유신정우회 | 1    | 0.5  |      |
| 신도환 | 신민당     | 1    | 0.5  |      |
| 이효상 | 민주공화당 | 1    | 0.5  |      |
| 정일형 | 신민당     | 1    | 0.5  |      |
| 무효   | 무효       | 14   | 6.4  |      |
| 결석   | 결석       | 21   | 9.6  |      |
| 재적   | 재적       | 219  | 100  |      |